# Combate de Chiquillof
El combate de Chiquillof fue librado en la cañada de Arín (en la actual Lincoln, provincia de Buenos Aires en Argentina), el 20 de octubre de 1869 entre las tropas del coronel Martiniano Charras y un malón de las fuerzas de Calfucurá.

## Desarrollo
Los días 18 y 19 de octubre de 1869 las fuerzas de la frontera norte, encabezadas por Charras, el que era acompañado por Juan Czetz y voluntariamente por el viejo coronel Baigorria, veterano de la guerra de fronteras, se pusieron en marcha para ocupar el estratégico lugar denominado Ancaló Grande (actual General Pinto). El 20 de octubre, a las 07.30 de la mañana, cuando la columna se encontraba a dos leguas de la estancia de Daule, se escucharon tres cañonazos que anunciaban la presencia de guerreros indígenas en el fortín Chiquillof. A las 14.00 horas, Charras los sorprendió y atacó en la cañada de Arín, donde abandonaron el botín, compuesto de 1500 yeguarizos, y se dieron a la fuga.
El triunfo de Charras fue posiblemente el origen del nombre del Fuerte Triunfo, posteriormente, localidad de El Triunfo.